# Magic Tour (Queen)
Die Magic Tour war eine Konzerttournee der britischen Rockband Queen. Sie diente zur Promotion ihres Albums A Kind of Magic (1986) und war zugleich die letzte reguläre Tournee der Band in der klassischen Besetzung mit Freddie Mercury, Brian May, Roger Taylor und John Deacon.

## Hintergrund
Nachdem ihre The Works Tour im Mai 1985 beendet war, planten Queen zunächst, eine mehrjährige Pause einzulegen. Ihr weltweit umjubelter Auftritt bei Live Aid am 13. Juli 1985 im Londoner Wembley-Stadion gab der Band jedoch neuen Antrieb und so begannen Freddie Mercury, Brian May, Roger Taylor und John Deacon nur wenige Wochen später die Arbeit an ihrem nächsten Album A Kind of Magic, das schließlich am 2. Juni 1986 veröffentlicht wurde. Parallel zu den Studioarbeiten begannen auch die Planungen für die nächste Tournee, die dieses Mal ausschließlich in den größten Hallen und Stadien stattfinden sollte.
Die Tourproben begannen im Mai 1986 nur einen Monat vor Tournee-Beginn in den JDC Studios in Wembley. Während dieser Proben entstand auch unter Regie von Rudi Dolezal und Hannes Rossacher das Musikvideo zu Friends Will Be Friends, in dem geladene Fanclub-Mitglieder, die den Proben beiwohnen durften, als Livepublikum zu sehen sind.
Am 7. Juni 1986 startete die Magic Tour in Stockholm und endete am 9. August des gleichen Jahres in Knebworth. Die Konzerte der Tour fanden dieses Mal ausschließlich in Europa statt, da die Band die Tournee bewusst kurz halten wollte. Vor allem Mercury zeigte sich gegenüber einer längeren Tour reserviert: „Es ist sehr, sehr anstrengend für mich, Konzerte zu geben. Die Bühnen werden immer größer und ich möchte sicherstellen, dass ich für das Publikum eine perfekte Show abliefere und sie nicht nur aus Pflichtgefühl mache.“
Somit ging selbst Japan, seit Mitte der 1970er einer der größten Musikmärkte der Gruppe, leer aus. Als Ausgleich dafür spielten Queen überwiegend große Freiluftkonzerte, bzw. mehrere Konzerte an einem Ort, um mehr Zuschauern die Möglichkeit zu geben, die Band live zu erleben. Zudem fand eine Show jenseits des sogenannten eisernen Vorhangs im Budapester Népstadion statt, der das erste Stadionkonzert einer britischen Band in Ungarn war. Es gab außerdem Überlegungen in der Volksrepublik China und in der Sowjetunion aufzutreten, die dortigen Behörden lehnten es jedoch ab.
Die Bühnentechnik wurde mit 20 LKWs zwischen den einzelnen Konzertorten transportiert. Alle Teile des Bühnenaufbaus waren dreifach vorhanden. So konnte, während Queen ein Konzert an einem Ort spielten, die Bühne am vorherigen Spielort noch abgebaut und in der nächsten Stadt bereits neu aufgebaut werden. Der Bühnenauf und -abbau betrug jeweils durchschnittlich zwei Tage.
Die Größe der errichteten Bühne richtete sich nach der Größe des jeweiligen Stadions oder der jeweiligen Mehrzweckhalle.
Für die Bühnenbeleuchtung wurden vier bis sechs klappbare, computergesteuerte Panels installiert. Das Beleuchtungssystem über der Bühne wog bis zu zehn Tonnen. Um auch den Zuschauern in den hinteren Reihen einen Blick auf das Geschehen auf der Bühne zu ermöglichen, wurde am oberen Bühnengerüst ein 7 × 10 m großer Starvision-Videobildschirm installiert.
Das Soundsystem wurde von der Firma Clair Bros. Sound System entworfen: Es bestand aus 180 S4-Lautsprechern, zehn Kilometern Kabel, fünf Generatoren und zusätzlichen Lautsprechertürmen für den hinteren Publikumsbereich, die Soundprobleme wie Echos vermeiden sollten.
Roger Taylor äußerte sich selbstbewusst zur Bühnenshow: „Wir werden auf der größten Bühne spielen, die jemals im Wembley-Stadion gebaut wurde, mit der größten Lichtshow, die es je gab. Ich denke, wir sind derzeit vielleicht die beste Live-Band der Welt, und wir werden es beweisen. Niemand, der uns besucht, wird enttäuscht sein.“
Über die ganze Tournee verteilt traten verschiedene Bands im Vorprogramm von Queen auf. Ständige Begleitband der Tour war die deutsche Hardrock-Gruppe Craaft, die Queen ab dem 19. Juni 1986 bei allen Konzerten auf dem europäischen Kontinent begleitete. Weitere häufige Support Acts waren INXS (in Leiden, Brüssel und Köln), Gary Moore (in Stockholm, Mannheim und Köln), Level 42 (in Paris, Mannheim und Köln), Marillion (in Paris, Mannheim, Berlin und Köln), Belouis Some (in Paris, Manchester und Knebworth) und Status Quo (in Newcastle, London, Manchester und Knebworth).
In Budapest spielte die ungarische Band Z’Zi Labor als Vorgruppe.
Das Tournee-Auftaktkonzert in Stockholm am 7. Juni 1986 war durch eine Anti-Apartheid-Demonstration vor dem Stadion als Reaktion auf einen in der schwedischen Presse veröffentlichten Artikel, in dem bestimmte Kommentare von Brian May aus dem Zusammenhang gerissen wurden, geprägt. Mit viel Humor leitet Mercury die Show ein, indem er sagte: „Dies ist der Beginn unserer neuen amerikanischen, nein, europäischen Tour, so ist es richtig!“
Das Konzert in Mannheim am 21. Juni 1986 wurde von SWF3 live im Radio übertragen und später auch auf anderen europäischen und amerikanischen Radiosendern ausgestrahlt. Der Sänger Fish, der bei diesem Auftritt mit seiner Band Marillion das Vorprogramm bestritten hatte, kam während des Auftritts von Queen spontan auf die Bühne und sang mit Mercury innerhalb des Rock-’n’-Roll-Medleys den Song Tutti Frutti im Duett.
Das Konzert am Slane Castle in Irland vor 100.000 Zuschauern musste kurzzeitig unterbrochen werden, da es in der Nähe der Bühne zu einer heftigen Schlägerei kam. Brian May wurde dann von einer aus dem Publikum geworfenen Bierdose getroffen und weigerte sich fast, weiterzuspielen. May bezeichnete dieses Konzert später als eines seiner schlimmsten Live-Erlebnisse. Um größere Katastrophen zu vermeiden, spielte die Band ein gekürztes Set und zum Abschluss der Show wurde nicht das typische God Save The Queen gespielt, sondern Freddie verabschiedete sich mit einem kurzen „Goodbye!“.
Die beiden Konzerte im Londoner Wembley-Stadion fanden fast genau ein Jahr nach Queens Auftritt bei Live Aid statt. Da die Tickets für das für den 11. Juli 1986 angekündigte erste Konzert bereits im Vorfeld innerhalb von Sekunden ausverkauft waren, wurde für den nächsten Tag ein weiterer Auftritt angekündigt, für den ebenfalls sofort alle Tickets ausverkauft waren. Im ursprünglich geplanten Entwurf passte die monumentale Bühne nicht ins Stadion, sodass ihre Struktur minimal geändert werden musste. Insgesamt 144.000 Zuschauer füllten an beiden Abenden das Stadion. Das Freitagskonzert (11. Juli 1986) wurde bei strömendem Regen gespielt, doch das Samstagskonzert (12. Juli 1986) fand bei wolkenlosem Himmel und Sommerhitze statt. Um das Publikum abzukühlen, setzte die Feuerwehr vor Ort ihre Wasserschläuche ein. Im Backstage-Bereich hielt sich neben Familienangehörigen der Band auch Rolling Stones-Frontmann Mick Jagger auf. Für das Konzert wurden aus den Zeichentrickfiguren der Bandmitglieder, die auf dem Cover des Albums A Kind of Magic zu sehen sind, riesige Luftballons gebastelt und während des Titelsongs ins Publikum geworfen. Während die Figuren von Taylor, Deacon und May von den Fans gepackt und in Stücke gerissen wurden, landete Mercurys Figur ein paar Meilen entfernt im Garten einer Familie.
Während des Auftritts am 12. Juli 1986 richtete Mercury während seiner Ansage zum Song Who Wants to Live Forever einige letztendlich prophetische Worte an das Publikum:
„Wisst ihr was? In letzter Zeit gab es viele Gerüchte über eine bestimmte Band namens Queen. Es gibt Gerüchte, dass wir uns trennen werden [...] Ihr könnt diese Gerüchte vergessen, wir werden zusammen bleiben, bis wir verdammt noch mal sterben, das versichere ich euch.“
Im Anschluss an die beiden Konzerte fand in London im Kensington Roof Garden eine riesige Aftershow-Party statt. Unter den Gästen waren viele berühmte Musiker und Schauspieler wie Cliff Richard, Tony Hadley (Sänger von Spandau Ballet), Mitglieder von Sigue Sigue Sputnik, Fish (Sänger von Marillion), John Entwistle (Bassist von The Who), Samantha Fox, Paul King (Sänger von King und späterer MTV-Moderator), Gary Glitter, Mel Smith, Dennis Waterman und Anita Dobson (spätere Ehefrau von Brian May). Bei dieser Party unterhielten die Musiker von Queen ihre prominenten Gäste, indem sie unter dem Namen Dicky Hart and the Pacemakers eine Stunde lang zu verschiedenen Rock-’n’-Roll-Hits jammten.
Nach den beiden Konzerten in Wien kamen Queen am 23. Juli 1986, vier Tage vor dem Auftritt im Népstadion, per Tragflächenboot auf der Donau in Budapest an. Nach ihrer Ankunft in Budapest nahm die Band an einem zu ihren Ehren organisierten Empfang in der britischen Botschaft teil. Dem Vorsitzenden des dortigen Konzertveranstalters, László Hegedűs, gelang es, das Management von Queen davon zu überzeugen, mit der Magic Tour nach Ungarn zu kommen. Da die Eintrittskosten die Aufführungskosten der Show nicht hätten decken können, überzeugte Hegedűs die ungarischen Entscheidungsträger davon, dass von Mafilm ein Film über das Konzert gedreht würde, dessen Vertriebsrechte und Einnahmen daraus zwischen der zuständigen Filmproduktionsfirma Mafilm und Queen geteilt würden. Zu dem Konzert im Népstadion am 27. Juli 1986 kamen nach unterschiedlichen Quellen 72.000, 76.000 oder 80.000 Zuschauer. Auch Fans aus der Sowjetunion waren angereist. Abgesehen von einer Ausnahme spielten Queen auch in Budapest ihre übliche Setlist. Nach Love of My Life sprach Freddie Mercury jedoch zum Publikum: „Dies ist ein ganz besonderer Song von Queen für euch.“ Als die Fans erkannten, dass Mercury das ungarische Volkslied Tavaszi szél vizet áraszt sang (bei dem er den Text von seiner Handfläche ablas), brachen sie in Applaus und Jubel aus und sie sangen das Lied gemeinsam mit Mercury. Die Premiere des Films mit dem Titel Live in Budapest fand im Dezember 1986 in Budapest statt.
Zum Abschlusskonzert in Knebworth am 9. August 1986 kamen schätzungsweise mehr als 120.000 Zuschauer, die bereits ab dem frühen Morgen einen riesigen Stau auf der dorthin führenden Autobahn verursachten, so dass Queen mit einem Hubschrauber einfliegen mussten. Auf dem Festivalgelände wurden Bierzelte und ein kompletter Vergnügungspark aufgebaut, in dem sich Konzertbesucher sogar im Schlammringen versuchen konnten. Den ganzen Tag lang herrschte warmes Sommerwetter. Am Ende der ersten Zugabe "Radio Ga Ga" schleuderte John Deacon seinen Bass in die Verstärkerwand. Am Ende des Konzerts stand Freddie Mercury in seinem Königsgewand auf der Bühne, hielt seine Krone hoch und verabschiedete sich von den Zuschauern mit den Worten: „Thank you, beautiful people! You’ve been tremendous... you’ve been a really special audience! Thank you very much! Good night, sweet dreams, we love you!“ Nach dem Konzert wurden alle Lichter ausgeschaltet und über 120.000 Zuschauer mussten im Dunkeln zu ihren Parkplätzen gehen und dort stundenlang warten, um das Gelände verlassen zu können. Eine schnellere Abreise wurde durch die Polizei unmöglich gemacht, da zuvor ein Konzertbesucher in der Menschenmenge erstochen worden war und daher Zeugen und Täter gesucht wurden. Drei Personen wurden später wegen Mordes in dem Fall verurteilt. Das Konzert in Knebworth gilt bis heute als einer der besten Auftritte von Queen, gleichzeitig war es auch das letzte Queen-Konzert mit Freddie Mercury als Sänger.
Die Magic Tour war ein großer Erfolg. Die Tour brach alle bisherigen Besucherrekorde sowohl in Europa als auch in Großbritannien. Die gesamte Tournee wurde von fast einer Million Menschen gesehen und der Gesamtumsatz belief sich auf 11 Mio. britische Pfund.
Laut Freddie Mercurys Assistent Peter Freestone hatte nach dem Ende der Tour keines der Bandmitglieder das Gefühl, dass dies ihre letzte sein würde. Um die Weihnachtszeit 1986 schrieb Mercury an die Mitglieder des Fanclubs: „Es war ein tolles, fabelhaftes Jahr. Die Tour war eine Riesenparty und ein Erfolg, auch wenn ich zugeben muss, dass die anderen mich dazu überreden mussten. Jetzt kann ich sagen, dass ich stolz auf alles bin!“
2003 sagte Brian May in einem Interview: „Damals in Spanien witzelte Freddie herum, dass er das alles nicht für immer machen würde und dass dies das letzte Mal sein könnte. Ernstgenommen haben wir ihn damals nicht, da er derartige Sachen schon früher scherzhaft bemerkte, wenn es auf das Ende einer Tournee zuging. Daher kann niemand mehr mit absoluter Gewissheit sagen, ob er uns damals wieder veralbern wollte oder sich wirklich ernsthafte Gedanken über eventuelle gesundheitliche Probleme machte.“
Tatsächlich wurde bei Mercury das HI-Virus und seine damit einhergehende Erkrankung an AIDS nur sieben Monate nach dem Ende der Tour diagnostiziert. Fragen der Musikpresse nach weiteren Tourneen von Queen wurden von Mercury und den anderen Mitgliedern nur ausweichend damit beantwortet, dass sich die Mitglieder mehr auf die Studioarbeit, sowie auf Solo-Projekte konzentrieren wollten. Mercurys AIDS-Erkrankung wurde bis einen Tag vor seinem Tod vor der Öffentlichkeit geheim halten, bis er am 23. November 1991 in einem persönlichen Statement die Presse und die Fans über seinen sich immer mehr verschlechternden Gesundheitszustand unterrichtete.
Nach Mercurys Tod traten die verbliebenen drei Mitglieder zunächst nur noch sporadisch bei bestimmten Anlässen oder Benefizveranstaltungen auf (darunter dem Freddie Mercury Tribute Concert im April 1992.) Erst ab dem Jahr 2005 ging die Band wieder vermehrt auf Tournee (zwischen 2005 und 2008 gesanglich unterstützt durch Paul Rodgers, ab 2012 durch Adam Lambert.)

## Liveaufnahmen
Während der Tournee entstanden Aufnahmen für das im Dezember 1986 veröffentlichte Livealbum Live Magic. Der zweite Wembley-Auftritt vom 12. Juli 1986 wurde mehrmals veröffentlicht, der erste vollständige Mitschnitt erschien 1992 als CD Live at Wembley ’86. Bereits 1990 erschien das Kaufvideo Queen at Wembley, dies enthielt jedoch nur einen Teil der Show. Erst im Jahr 2003 folgte eine Veröffentlichung des vollständigen Konzerts auf der DVD Queen: Live at Wembley Stadium, diese enthielt zudem als Bonus einen kompletten Mitschnitt des ersten Wembley-Auftritts vom 11. Juli 1986, der damals vom Kamerateam als Generalprobe für den Tag darauf mitgefilmt wurde. Teile des Konzerts in Budapest am 27. Juli 1986 wurden 1987 unter dem Titel Live in Budapest auf VHS und Laserdisc veröffentlicht, eine Wiederveröffentlichung auf DVD und BluRay mit ergänzten Songs folgte im Jahr 2012 unter dem Titel Hungarian Rhapsody: Queen Live in Budapest.

## Setlist
Die bei den Konzerten gespielte Setlist wurde im Vergleich zur vorherigen Tournee erheblich verändert. Vier Lieder des neuen Albums wurden in das Programm aufgenommen: One Vision wurde zum Eröffnungsstück der Konzerte; dazu kam der Titeltrack des neuen Albums, A Kind of Magic, Who Wants to Live Forever, sowie der neue Publikumsfavorit Friends Will Be Friends, der inmitten des üblichen Zugabenblocks aus We Will Rock You und We Are the Champions zu hören war. Zwei alte Klassiker, Seven Seas of Rhye und Now I’m Here, wurden bei den Konzerten erstmals seit Jahren wieder in voller Länge aufgeführt (zuvor spielten sie nur Teile beider Lieder oder mischten sie in Medleys mit anderen Titeln.) Ebenfalls fand der Song In the Lap of the Gods… Revisited seinen Weg zurück ins Live-Repertoire von Queen, der zuletzt 1977 gespielt wurde.
Anstelle des auf der vorherigen Tour ständig gespielten Elvis-Presley-Covers Jailhouse Rock spielten sie nun ein komplettes Rock-’n’-Roll-Medley mit Liedern wie (You’re So Square) Baby I Don’t Care, Hello Mary Lou und Tutti Frutti, das gelegentlich durch die Lieder Big Spender, Saturday Night’s Alright for Fighting oder Gimme Some Lovin’ ergänzt wurde.

### Beispiel-Setlist
- One Vision
- Tie Your Mother Down
- In the Lap of the Gods… Revisited
- Seven Seas of Rhye
- Tear It Up
- A Kind of Magic
- Audience Participation
- Under Pressure
- Another One Bites the Dust
- Who Wants to Live Forever
- I Want to Break Free
- Impromptu
- Brighton Rock Solo
- Now I’m Here
- Love of My Life
- Is This the World We Created...?
- (You’re So Square) Baby I Don't Care
- Hello Mary Lou
- Tutti Frutti
- Bohemian Rhapsody
- Hammer to Fall
- Crazy Little Thing Called Love
- Radio Ga Ga
- We Will Rock You
- Friends Will Be Friends
- We Are the Champions
- Outro (God Save the Queen)

## Tourdaten
| Nr. | Datum          | Stadt               | Land        | Veranstaltungsort         | geschätzte Besucherzahl | Anmerkungen                                                     |
| --- | -------------- | ------------------- | ----------- | ------------------------- | ----------------------- | --------------------------------------------------------------- |
| 1   | 7. Juni 1986   | Solna               | Schweden    | Råsunda fotbollsstadion   | 37.500                  |                                                                 |
| 2   | 11. Juni 1986  | Leiden              | Niederlande | Groenoordhal              | 38.400                  | Gesamtbesucherzahl der drei Shows am 11., 12. und 19. Juni 1986 |
| 3   | 12. Juni 1986  | Leiden              | Niederlande | Groenoordhal              | 38.400                  | Gesamtbesucherzahl der drei Shows am 11., 12. und 19. Juni 1986 |
| 4   | 14. Juni 1986  | Paris               | Frankreich  | Hippodrome de Vincennes   | 40.000                  |                                                                 |
| 5   | 17. Juni 1986  | Brüssel             | Belgien     | Forest National           | 9.200                   |                                                                 |
| 6   | 19. Juni 1986  | Leiden              | Niederlande | Groenoordhal              | —                       |                                                                 |
| 7   | 21. Juni 1986  | Mannheim            | Deutschland | Maimarktgelände           | 85.700                  |                                                                 |
| 8   | 26. Juni 1986  | Berlin              | Deutschland | Waldbühne                 | 22.600                  |                                                                 |
| 9   | 28. Juni 1986  | München             | Deutschland | Olympiahalle              | 22.400                  |                                                                 |
| 10  | 29. Juni 1986  | München             | Deutschland | Olympiahalle              | 22.400                  |                                                                 |
| 11  | 1. Juli 1986   | Zürich              | Schweiz     | Hallenstadion             | 22.800                  |                                                                 |
| 12  | 2. Juli 1986   | Zürich              | Schweiz     | Hallenstadion             | 22.800                  |                                                                 |
| 13  | 5. Juli 1986   | Slane               | Irland      | Slane Castle Grounds      | 90.000                  | Slane Festival                                                  |
| 14  | 9. Juli 1986   | Newcastle upon Tyne | England     | St. James’ Park           | 38.000                  |                                                                 |
| 15  | 11. Juli 1986  | London              | England     | Wembley Stadium           | 144.000                 |                                                                 |
| 16  | 12. Juli 1986  | London              | England     | Wembley Stadium           | 144.000                 |                                                                 |
| 17  | 16. Juli 1986  | Manchester          | England     | Maine Road                | 35.000                  |                                                                 |
| 18  | 19. Juli 1986  | Köln                | Deutschland | Müngersdorfer Stadion     | 50.000                  |                                                                 |
| 19  | 21. Juli 1986  | Wien                | Osterreich  | Stadthalle                | 24.000                  |                                                                 |
| 20  | 22. Juli 1986  | Wien                | Osterreich  | Stadthalle                | 24.000                  |                                                                 |
| 21  | 27. Juli 1986  | Budapest            | Ungarn      | Népstadion                | 80.000                  |                                                                 |
| xx  | 30. Juli 1986  | Nizza               | Frankreich  | Stade Charles-Ehrmann     | —                       |                                                                 |
| 22  | 30. Juli 1986  | Fréjus              | Frankreich  | Les Arènes                | 15.000                  |                                                                 |
| 23  | 1. August 1986 | Barcelona           | Spanien     | Mini Estadi               | 34.000                  |                                                                 |
| 24  | 3. August 1986 | Madrid              | Spanien     | Nuevo Estadio de Vallecas | 45.000                  |                                                                 |
| 25  | 5. August 1986 | Marbella            | Spanien     | Estadio Municipal         | 37.000                  |                                                                 |
| 26  | 9. August 1986 | Stevenage           | England     | Knebworth Park            | 120.000                 | Knebworth Festival                                              |

## Band
- Freddie Mercury: Gesang, Klavier, Gitarre bei Crazy Little Thing Called Love
- Brian May: Gitarre, Hintergrundgesang, Keyboards bei Who Wants to Live Forever
- Roger Taylor: Schlagzeug, Percussion, Hintergrundgesang
- John Deacon: Bass, Hintergrundgesang
- Spike Edney: Keyboards, Klavier, Hintergrundgesang, Gitarre bei Hammer to Fall